# Distrito electoral de Bedford (condado de Nemaha, Nebraska)
Bedford (en inglés: Bedford Precinct) es un distrito electoral ubicado en el condado de Nemaha en el estado estadounidense de Nebraska. En el Censo de 2010 tenía una población de 190 habitantes y una densidad poblacional de 2,02 personas por km².

## Geografía
Bedford se encuentra ubicado en las coordenadas 40°18′24″N 95°50′45″O / 40.30667, -95.84583. Según la Oficina del Censo de los Estados Unidos, Bedford tiene una superficie total de 94.05 km², de la cual 93.89 km² corresponden a tierra firme y (0.16%) 0.15 km² es agua.

## Demografía
Según el censo de 2010, había 190 personas residiendo en Bedford. La densidad de población era de 2,02 hab./km². De los 190 habitantes, Bedford estaba compuesto por el 98.95% blancos, el 0.53% eran afroamericanos y el 0.53% pertenecían a dos o más razas. Del total de la población el 0.53% eran hispanos o latinos de cualquier raza.